# Dendrocitta
Dendrocitta este un gen de păsări paseriforme din familia Corvidae. Sunt rezidente în Asia tropicală de sud și sud-est. Numele generic este derivat din cuvintele grecești dendron, care înseamnă „copac” și kitta, care înseamnă „coțofană”.

## Specii
Genul conține șapte specii:
- Dendrocitta vagabunda
- Dendrocitta formosae
- Dendrocitta occipitalis
- Dendrocitta cinerascens
- Dendrocitta leucogastra
- Dendrocitta frontalis
- Dendrocitta bayleii